# マルマンプロダクツ
株式会社マルマンプロダクツは、東京都に本社を構える時計や時計バンドを販売する企業である。かつてはライターも取り扱っていた。

## 概要
1976年に、株式会社マルマン（当時）の子会社として設立。
1990年代以降、業績不振に陥ったマルマン本体再建に伴い、事業再編策として2002年11月1日から2003年1月31日の間は株式会社マルマンコーポレーション（現・マジェスティ ゴルフ株式会社）の時計等雑貨部門の匿名組合契約に参加し、この契約が終了した2003年1月31日に「Maruman」ブランドの時計およびライター関係の雑貨部門の事業譲渡を受けた。同年2月1日にマルマン株式会社が全株式を売却したため、マルマン株式会社の傘下から離脱した。
2012年頃からオーラルケア事業を発足し、コストパフォーマンスの高い電動歯ブラシなどで人気を集めたが、一方喫煙具は禁煙、嫌煙の流れで苦戦し、時計事業もカシオの「チープカシオ」と呼ばれる1000円台の安価な時計ブームによってシェア争いが厳しくなった。その結果、2015年3月期の売上高は、3期前と比べて4割減の約20億円にダウン。2015年2月には好調のオーラルケア事業部門を6000万円でかつての親会社であったマルマンに譲渡。さらに従業員のリストラなどを進めて経営のスリム化を図ったが、業績は回復しなかった。
2016年3月17日に事業を停止し、自己破産申請の準備に入ったが、破産手続きを委任していた弁護士との契約を22日に解除。スポンサーのもとで再建する方向に切り替えたことが報じられている。実際には事務所への連絡もままならず、仕入れ先の支払いも困難であったため、再建を疑問視する見方も出た。一方、取引先からは、時計の交換用ベルトの分野はマルマンのほか、バンビなど限られたメーカーしか扱いが無いため、スポンサー候補の企業も現れるなど状況が変化し、ギリギリのところで存続の可能性を残した。
2022年現在、マルマンブランドの時計バンドが継続して生産・出荷されている。

## 主な製品

### 時計
ごく廉価な普及型クォーツ腕時計を主力製品としていた。汎用クォーツムーブメントを日本国外でケースに組み込み生産するアッセンブリー・メーカーで、ホームセンター等を主たる販路とした。
ユンハンスからムーブメント、ケース、時計バンド等すべてを供給され1992年に日本で最初の電波時計「グリニッジ」を発売して以来、置時計および掛け時計を取り扱っていた。

#### ブランド一覧
- MAOW(マオ) - 廉価なクオーツ時計やストップウォッチなどのブランド。

## 逸話
競走馬名で戦後すぐ「マルマンガスライタ」という馬名があった。ただ、現在は規定が厳しくなり商品名・商標名の類の名前は使用禁止となっている。